# Batalla de Bileća
La batalla de Bileća fue un combate que libraron en agosto de 1388 las huestes bosnias del duque Vlatko Vuković y las otomanas de Lala Shahin Bajá. El ejército otomano penetró en Zahumlia, la región meridional del reino bosnio y, tras varios días de saqueo, chocó con las fuerzas bosnias enviadas para detenerlo cerca de la ciudad de Bileća. La batalla entre los dos ejércitos se saldó con la victoria del bosnio.

## Antecedentes
Los otomanos, asentados ya en Tracia, eran una potencia política y militar en los Balcanes occidentales en la década de 1380. Habían sometido a varios señores macedonios y emprendieron luego, durante el reinado del sultán Murad I, incursiones más al oeste, en dirección a la costa adriática. Azuzaron las disputas entre los distintos señores feudales balcánicos con el objetivo de debilitar sus Estados y facilitar así la conquista de la península. El Reino de Bosnia se consideraba, empero, lo suficientemente alejado del centro del Estado otomano como para sentirse a salvo de sus acometidas y se creía protegido al contar en su frontera oriental con una serie de países independientes, surgidos de la disolución del Imperio serbio, que lo separaban de los otomanos.
La distancia entre el reino bosnio y los otomanos resultó exigua. La enemistad que enfrentaba al rey Tvrtko I de Bosnia con Đurađ II Balšić, señor del Zeta (uno de los señoríos  serbios) y vasallo de Murad, precipitó el conflicto entre bosnios y turcos. La primera incursión otomana en Bosnia, de la que poco se sabe, acaeció en octubre del 1386. Probablemente se llevó a cabo por iniciativa de Đurađ, que debió de colaborar en ella; la campaña desató el pánico de la vecina república de Ragusa. En el 1388, Đurađ entró en contacto con el jefe otomano Lala Shahin Bajá, que por entonces combatía en Epiro, con el fin de que lo ayudase en sus disputas con Tvrtko.

## Ofensiva otomana
El peligro otomano se materializó a principios de agosto del 1388. El sultán Murad I envió a Lala Shahin Bajá a auxiliar a Đurađ. Las autoridades de Ragusa le enviaron a este un emisario para tratar sobre los turcos que habían penetrado en Zahumlia, región meridional de los dominios de Tvrtko muy cercana a la república adriática. El 15 del mes, los ragusanos decidieron amparar a los súbditos bosnios que huían del avance turco; a los nobles se los acogió en la ciudad de Dubrovnik, y al pueblo llano se le dio cobijo en la isla de Ston. Las murallas de Ston se acondicionaron para resistir un posible asalto; el 19 de agosto, se convocó a los habitantes de la isla para que se aprestasen a defenderla y, al día siguiente, Tvrtko les envió mil hombres para colaborar en la tarea. Ese mismo día, se envió también un mensajero a Lala Sharin Bajá, que se encontraba a la sazón cerca ya de la isla. Los ragusanos deseaban asegurar su posición ante la inminente batalla, por lo que el emisario probablemente tenía la doble tarea de tratar con el jefe turco y obtener información sobre sus fuerzas. El 22 de agosto, los ragusanos pidieron también consejo a la corte húngara.
Aunque se desconoce el tamaño del ejército que Murad había enviado contra Tvrtko, debió de ser notable, puesto que lo acompañaban sus propios hijos. No era un gran ejército conquistador, pero tampoco era simplemente una banda enviada al pillaje del territorio bosnio. Su objetivo era talar el territorio bosnio y mostrar el poderío militar del sultán.
El ejército bosnio, que mandaba el duque Vlatko Vuković, permitió a los turcos penetrar en su territorio hasta los alrededores de la ciudad de Bileća. Entonces los acometieron en los desfiladeros de Zahumlia y los vencieron. Lala Sharin Bajá salvó la vida con grandes apuros, pero perdió a casi todas sus tropas en la celada. No hay acuerdo en la fecha exacta en la que se disputó el combate; según una crónica posterior, se libró el 27 de agosto. Sin embargo, ya el día anterior los ragusanos habían informado al rey Segismundo de Hungría del resultado de la batalla, al tiempo que liberaban a los habitantes de Zeta y a los albaneses que habían luchado en las filas otomanas y habían sido apresados por los vencedores.

## Consecuencias
La derrota turca hizo que tanto Tvrtko como Đurađ se aviniesen a arreglar sus diferencias. La victoria bosnia no bastó para compensar los estragos causados por el saqueo otomano en el reino. Aunque el triunfo no había eliminado la amenaza de nuevas expediciones otomanas en territorio bosnio, las huestes del reino no tuvieron que enfrentarse de nuevo a los turcos hasta casi un año más tarde. En junio del 1389, Murad emprendió una nueva campaña en los Balcanes occidentales, quizá para volver a enfrentarse a Tvrtko. O quizá deseaba castigar al príncipe Lazar, señor de la Serbia del Morava, por sospechar que había coadyuvado en su derrota de Bileća. Esto hizo que los serbios y los bosnios uniesen sus fuerzas para hacer frente al sultán en la batalla de Kosovo.